# Старая мельница
«Старая мельница» (англ. The Old Mill) — короткометражный цветной мультфильм из серии Silly Symphonies, спродюсированный Уолтом Диснеем, срежиссированный Уилфредом Джексоном, с музыкой Ли Харлайна, и выпущенный компанией RKO Pictures на экраны 5 ноября 1937 года.

## Сюжет
Фильм рассказывает про животных, которые обитают в старой заброшенной мельнице, и как они справляются с последствиями грозы, которая почти полностью уничтожает их дом.

## История создания
В этом мультфильме впервые была применена новая диснеевская разработка — многоярусный мультстанок, который позволял камере снимать одновременно несколько плоскостей вместо одной, благодаря чему на экране создавалось ощущение глубины и объёмности.
Также фильм включал в себя реалистичное поведение животных, сложное освещение и цветовые эффекты, трёхмерное вращение детализированных объектов, и использовал драматические эффекты. Все уроки, извлечённые из создания «Старой мельницы», были использованы при создании полнометражных диснеевских мультфильмов, особенно работы «Белоснежка и семь гномов».
Мультфильм получил десятую премию «Оскар» за лучший анимационный короткометражный фильм. Был включён в список «50 величайших мультфильмов» под номером 14.

## Премьеры
- США — на экраны США мультфильм вышел 5 ноября 1937 года[3].
- Швеция — на экраны Швеции мультфильм вышел 13 декабря 1937 года[3].
- Франция — на экраны Франции мультфильм вышел 10 марта 1938 года[3].
- Италия — на экраны Италии мультфильм вышел 23 октября 1938 года[3].